# Чунцзянхе
ГЕС Чунцзянхе (冲江河水电站) — гідроелектростанція на півдні Китаю у провінції Юньнань. Знаходячись між ГЕС Diàojiāngyán (25 МВт, вище по течії) та ГЕС Luósīwān, входить до складу каскаду на річці Shuòduōgǎng, лівій притоці Дзинша (верхня течія Янцзи). 
Станцію Chōngjiānghé ввели в експлуатацію у 1990 році з трьома турбінами типу Френсіс потужністю по 6,3 МВт. Ресурс для неї захоплювали із річки за допомогою невеликої водозабірної споруди, після чого він транспортувався через прокладений у правобережному гірському масиві дериваційний тунель довжиною 2,5 км. В подальшому гідроагрегати модернізували та довели їх загальну потужність до 22,3 МВт. 
В 2003-2006 роках цю ж ділянку річки використали для спорудження схожої гідроенергетичної схеми. При цьому дещо нижче від першої споруди річку перекрили бетонною гравітаційною греблею висотою 33 метра, довжиною 104 метра та шириною по гребеню від 5 до 7,5 метра. Вона утримує невелике водосховище з об’ємом 236 тис м3 і корисним об’ємом 194 тис м3, в якому припустиме коливання рівня поверхні у операційному режимі між позначками 2457 та 2470 метрів НРМ (під час повені до 2477 метрів НРМ). У складі нового об’єкту змонтували дві турбіни типу Френсіс потужністю по 24 МВт,які використовують напір у 180 метрів та забезпечують виробництво 175 млн кВт-год електроенергії на рік.